# 1967 en Colombie-Britannique
Chronologie de la Colombie-Britannique
- 1963
- 1964
- 1965
- 1966
- 1967
- 1968
- 1969
- 1970
- 1971

Cette page concerne des événements qui se sont produits durant l'année 1967 dans la province canadienne de Colombie-Britannique.

## Politique
- Premier ministre : W.A.C. Bennett.
- Chef de l'Opposition : Robert Strachan du Nouveau Parti démocratique de la Colombie-Britannique
- Lieutenant-gouverneur : George R. Pearkes
- Législature :

## Événements

Barrage Duncan.

- Mise en service du Marpole Bridge, pont tournant ferroviaire métallique qui franchit la Fraser river entre Vancouver et Richmond[1].
- Achèvement du Barrage Duncan, ouvrage en remblai destiné au contrôle des crues.

## Naissances
- 5 avril à Victoria : 

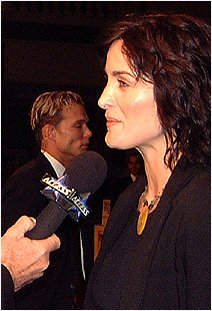
Carrie-Anne Moss

  - Gary Charles Gait, joueur professionnel et entraîneur de crosse canadien (crosse en plein air et crosse en salle). Il joue actuellement aux Knighthawks de Rochester en National Lacrosse League et aux Nationals de Toronto en Major League Lacrosse. Il est considéré comme l'un des meilleurs joueurs de crosse de l'histoire avec son frère Paul Gait[2]. Il a été champion du monde de crosse en plein air en 2006 avec la sélection canadienne, a été élu meilleur joueur de la National Lacrosse League (1995 à 1999 et en 2003) et meilleur joueur de la Major League Lacrosse (2005), a remporté trois Champion's Cup (1991, 1994 et 1995) et trois coupes Steinfeld (2001, 2002 et 2005).
  - Paul Gait, joueur professionnel et entraîneur canadien de crosse (crosse en plein air et crosse en salle). Il a été élu meilleur joueur de la National Lacrosse League (2002) et a remporté une Coupe Steinfeld (2001). Il est le jumeau de Gary Gait.
- 1er juin : Murray Baron né à Prince George, ancien joueur professionnel de hockey sur glace ayant évolué dans la Ligue nationale de hockey.
- 1er juillet : Pamela Anderson, actrice américano-canadienne, née à Ladysmith.
- 21 août : Carrie-Anne Moss, actrice, née à Burnaby, à l'est de Vancouver. Elle est principalement connue pour avoir joué Trinity dans la trilogie Matrix.
- 31 août à Port Alberni : Kenneth Oppel, écrivain canadien contemporain. Ses romans sont pour la plupart des ouvrages de littérature jeunesse.